# Jennica Garcia
Jennica Alexis M. Garcia (* 26. Dezember 1989 in Quezon City) ist eine philippinische Schauspielerin und die Tochter der Schauspieler Jean Garcia und Jigo Garcia.
Sie steht beim Medien-Konzern GMA Network unter Vertrag. Sie hatte 2007 ihr Debüt als Karen Manansala in der Fernsehserie Impostora und als Nica im Kinofilm Hide and Seek (Regal Films). Seitdem spielte sie in Neben- und Hauptrollen in mehrere Fernsehserien und Kinofilmen. 2008 übernahm sie etwa die Rolle der Eliza Buyot in Ako si Kim Samsoon und Gelay Lopez Bayani in Gagambino. In der Serie Adik Sa'Yo, eine romantische Komödie aus dem Jahr 2009, spielte sie eine der vier Hauptrollen an der Seite von Dennis Trillo, Jolina Magdangal und Marvin Agustin.  Weitere Film- und Fernsehrollen folgten, ihr Schaffen umfasst mehr als 40 Produktionen.

## Filmografie (Auswahl)
- 2007: Impostora (Fernsehserie, 1 Folge)
- 2007: Hide and Seek
- 2008: Ako si Kim Samsoon (Fernsehserie)
- 2008: Gagambino (Fernsehserie)
- 2009: Adik Sa'Yo (Fernsehserie)
- 2014: Carmela: Ang pinakamagandang babae sa mundong ibabaw (Fernsehserie)
- 2024: Sunshine
- seit 2024: Saving Grace (Fernsehserie)